# Coventry Climax

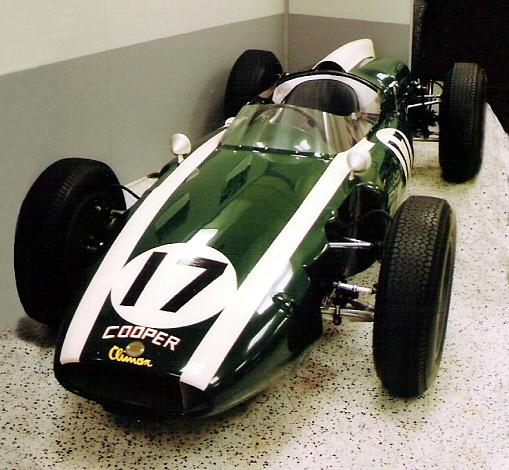
Cooper-Climax von 1961

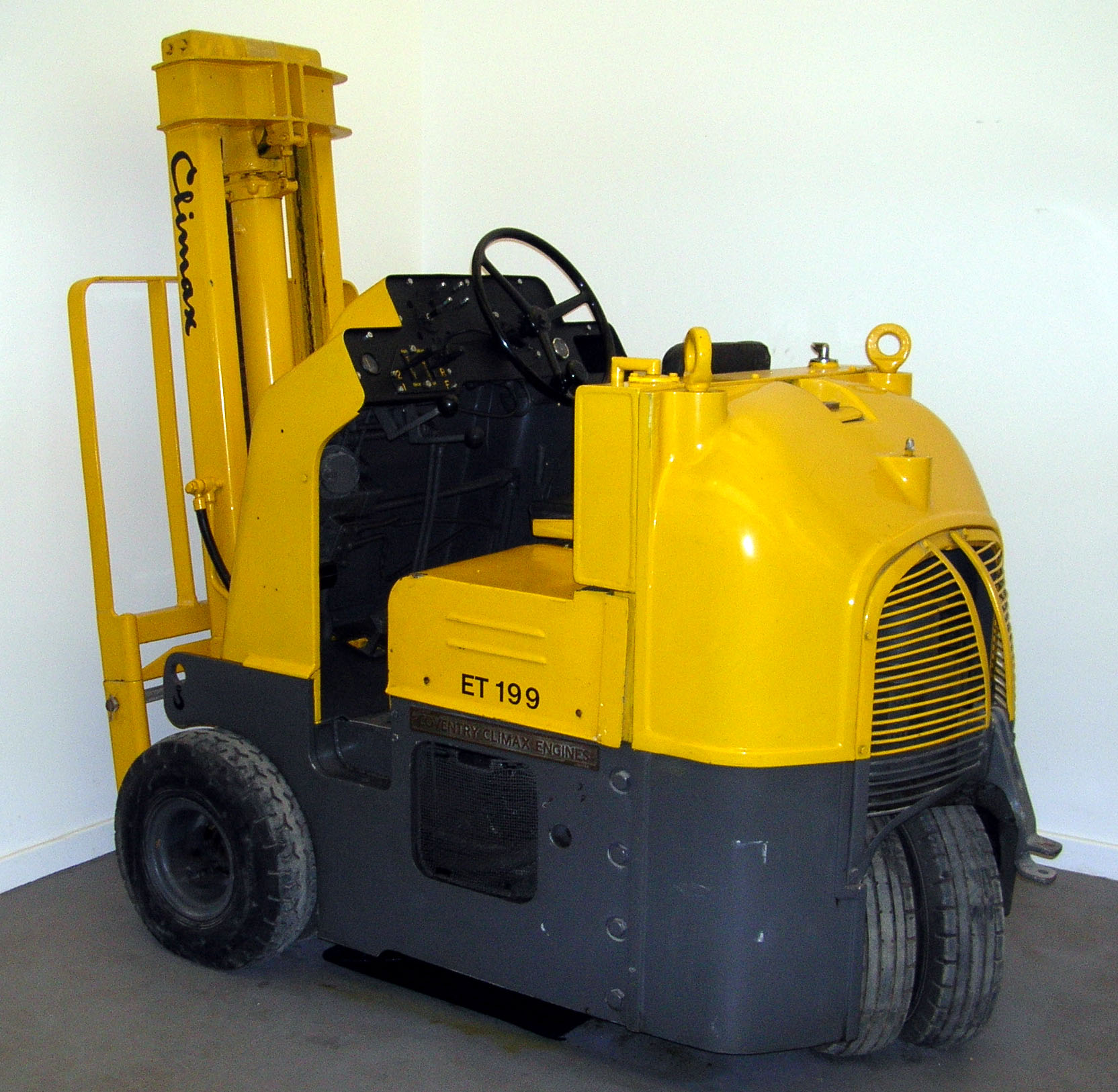
Coventry Climax ET 199 (Model 1949)

Coventry Climax war ein britischer Hersteller von Gabelstaplern, Feuerlöschpumpen sowie Spezial- und Rennmotoren.

## Geschichte
1903 gründete Pelham Lee, der zuvor für die Daimler Motor Company, einem Unternehmen für Verbrennungsmotoren, gearbeitet hatte, das Unternehmen Lee-Stroyer. Ursprünglich in einer Partnerschaft mit Mr. Stroyer, der jedoch 1905 wieder ausschied. Lee führte nun die kleine Firma alleine und zog in die Paynes Lane in Coventry um. Er nannte das Unternehmen nun Coventry-Simplex. Einer der ersten Kunden war das Unternehmen G.W.K., das mit den Zweizylindermotoren von 1911 bis 1915 über 1000 Autos ausrüstete. Unmittelbar vor dem Ersten Weltkrieg benutzte Lionel Martin einen Coventry-Simplex-Motor für den ersten Aston Martin. Auch Ernest Shackleton benutzte diese Motoren, um die Traktoren seiner ersten Antarktis-Expedition von 1914 bis 1917 anzutreiben.
Während des Ersten Weltkrieges wurden hunderte der Motoren als Generatoren für Suchscheinwerfer genutzt. 1917 zog das Unternehmen in die East Street um und änderte den Namen in Coventry Climax. In den 1920er Jahren zog das Unternehmen in die Friars Road. Ende der 1930er lief das Geschäft gut, man konnte das ehemalige Riley Gelände in der Widdrington Road zukaufen.
Während der 1920er und 1930er waren viele Kleinwagen-Hersteller Kunden von Coventry Climax:
| - Abbey - A.J.S. - Albatros - Ashton-Evans | - Bayliss-Thomas - Clyno - Crossley Brothers - Crouch Cars | - G.W.K. - Marendaz - Marseel/Marseal - Morgan Motor Company | - Standard Motor Company - Swift of Coventry - Triumph Motor Company - Vale Motor Company |

Anfang der 1930er Jahre wurden auch Busse mit den Motoren ausgerüstet.
Als Swift 1931 geschlossen wurde, blieb Climax auf einer Menge Motoren sitzen. Diese wurden zu Stromgeneratoren umgebaut, was der Firma ein völlig neues Geschäftsfeld eröffnete. Das führte auch zur Entwicklung der Feuerwehrpumpen. Besonders der Typ „Godiva“ war während des Zweiten Weltkriegs viel im Einsatz.

### Nach dem Zweiten Weltkrieg
Nach dem Zweiten Weltkrieg kamen neue Kunden:
- Clan
- Cooper Car Company
- Hillman
- Kieft
- Lotus
- Tojero
- TVR

In den späten 1940ern verlagerte das Unternehmen seinen Schwerpunkt von Automotoren in andere Märkte. Man entwickelte Dieselmotoren für die Marine, Pumpen und Gabelstapler. 1946 wurde mit dem ET199 der erste britische Gabelstapler vorgestellt. Er konnte 1800 kg (4000 lb) 2,7 m (9 ft) hoch heben. 1950 kam Walter Hassan, früher bei Jaguar und Bentley, zu Coventry-Climax. Im gleichen Jahr wurde auch der FW-Motor (FW steht Feather Weight, Federgewicht) vorgestellt, ein Motor mit obenliegender Nockenwelle. Mit der Erfahrung aus Automotoren und den Schiffsmotoren wurde der H30-Dieselmotor entwickelt, ein Multifunktionsmotor für den militärischen Bereich. Er wurde in den Chieftain- und Challenger-1-Kampfpanzern als Hilfsmotor eingesetzt, als auch für das Rapier-Flugabwehrsystem.
1963 wurde das Unternehmen von Jaguar gekauft, die aber schon 1966 mit der British Motor Corporation (BMC) zu British Motor Holdings (BMH) verschmolzen. BMH wiederum wurde 1968 mit Leyland Motors zur British Leyland Motor Corporation verschmolzen. Die wurde 1975 als British Leyland (BL) verstaatlicht. Coventry Climax wurde nun Teil der Abteilung Spezialprodukte von British Leyland – zusammen mit bekannten Namen wie Alvis Vickers Ltd, Aveling-Barford und einige anderen. Ende 1978 gründete BL die BL Commercial Vehicles (BLCV) aus Coventry Climax Limited (Motoren), Leyland Vehicles Limited (LKW, Busse und Traktoren), Alvis Limited (Militär Fahrzeuge) und Self-Changing Gears Limited (Getriebe), mit David Abell als Direktor.
Schon in den frühen 1970er Jahren war der Bereich Feuerwehrpumpen an Investoren verkauft worden, die damit das Unternehmen Godiva Fire Pumps in Warwick gründeten. 1977 kaufte Coventry Climax die Gabelstaplerabteilung von Rubery Owen Conveyancer und nannte sich nun Climax Conveyancer 1982 verkaufte BL die Abteilung Gabelstapler von Coventry Climax an einen privaten Investor, die Coventry Climax Holdings Limited. Sir Emmanuel Kaye seiner Zeit Vorsitzender und größter Anteilseigner von Lansing Bagnall gründete das Unternehmen, um Coventry Climax ganz zu übernehmen.
1986 ging Coventry Climax in Konkurs und wurde von Cronin Tubular gekauft. Der nächste Eigentümer kam 1990 mit Horstman Defence Systems aus Bath, der den Motorenbereich kaufte. Damit ging das Unternehmen zum ersten Mal weg aus Coventry. Die Abteilung Gabelstapler wurde in den späten 1980er Jahren von Kalmar Industries (Teil von Cargotec) gekauft, die sich danach in Kalmar Climax umbenannten.

## Motoren

### TypOCundJM
Der Typ OC war ein 1122-cm³-Vierzylinder-Reihenmotor mit einer Bohrung von 63 mm und einem Kolbenhub von 90 mm, mit obenliegenden Einlass- und seitlichen Auslassventilen produzierte er 34 PS. Er kam zu Beginn der 1930er Jahre auf den Markt. Eine Lizenz zum Bau wurde auch an Triumph vergeben. Die Sechszylinder-Version JM mit 1476 cm³ entwickelte 42 PS.

### DieFWSerie
Der Type FW hatte einen Hubraum von 1020 cm³ und lieferte 38 PS. Die Konstrukteure Walter Hassan und Harry Mundy hatten den Motor für mobile Feuerwehrpumpen entworfen.

#### FWA
1953 wurde er für Rennwagen umgebaut. Die Rennversion FWA hatte 71 PS/1097 cm³. Der erste Einsatz war bei Kieft beim 24-Stunden-Rennen von Le Mans 1954.

#### FWB
Die Version FWB hatte eine größere Bohrung und mehr Hub und kam so auf 1460 cm³ und 108 PS.

#### FWE
Die wichtigste Entwicklung war die Version FWE, eine Kombination aus der Bohrung vom FWB und dem Hub des FWA. Eigentlich nur für den Lotus Elite gebaut, wurde es zum Liebling vieler Rennställe. Außerdem war er im TVR Grantura erhältlich.

#### FWMA
Der FWMA war das Nachfolgemodell zur FWC und basierte auf dem Model FWM der Marine. Die Autoversion FWMA war wenig erfolgreich bei Lotus, aber er wurde von Rootes überarbeitet und wurde ein leichtgewichtiger Motor für den Hillman Imp. Daneben baute Bearcat in den USA FWB-basierende Außenbord-Motoren. Die Lotus-Autos mit Climax-Motoren gewann bei den 24-Stunden-Rennen von Le Mans mehrfach den Preis für die beste Leistung.

#### FPF
Die Version FPF war eine reine Rennentwicklung, eine Version mit zwei obenliegenden Nockenwellen (DOHC) auf Basis des FWB-Designs. Er begann als 1,5 Liter für die Formel 2 und wurde langsam zum 2,0-Liter-Motor für die Formel 1 entwickelt. Er war von 1957 bis 1960 das dominierende Triebwerk der Formel 2. Mit diesem Motor feierten Stirling Moss und Maurice Trintignant für Cooper die ersten zwei Grand-Prix-Siege gegen die 2,5-Liter-Konkurrenz. Später wuchs der Motor auch auf die zulässigen 2,5 Liter für die Formel 1 und 2,7 Liter für die USAC- und die Tasman-Serie. 1966 wurde sogar eine 3,0-Liter-Version in der Formel 1 verwendet.

#### FWMV
Eine andere Spezial-Version, entwickelt aus der Marineversion, war der FWMV, ein 90°-V-Achtzylindermotor mit anfänglicher Crossplane- und späterer Flatplane-Kurbelwellenauslegung und 1,5 Litern Hubraum. Er produzierte anfangs 174 PS, später über 200 PS und wurde in einigen Lotus-Rennwagen verwendet, dazu gehören: Lotus 24, Lotus 25 und Lotus 33. Mit diesen Autos gewann Jim Clark die 1963 und 1965 den Fahrertitel in der Forme 1.
Bei Cooper fand sich der Motor im Formel Junior Cooper T51-Climax.

### FPE(„Godiva“)
Climax baute zwei bemerkenswerte Motoren, die aber nie ein Rennen sahen. Die erste Version war der V8 FPE („Godiva“), er war für die Formel-1-Saison 1954 vorgesehen, wurde aber angeblich aus Angst vor Mercedes wieder zurückgezogen. Paul Emery kaufte einen Godiva und installierte ihn nach einer Hubraumvergrößerung auf 3,0 Liter dem Rennwagen Shannon SH-1, der 1966 mit dem Großen Preis von Großbritannien ein Formel-1-Rennen unter Trevor Taylor bestritt. Die Maschine arbeitete auch in leicht veränderter Form im Grand-Prix-Wagen von Kieft.

### Flat-16 FWMW
Ein weiterer nie eingesetzter Motor war der 16-Zylinder-Boxermotor flat-16 FWNW. Die Arbeit an diesem erfolgte während der letzten Jahre der 1,5-Liter-Formel-1 zusammen mit Lotus und Brabham, aber eine Reihe von Problemen bestanden noch, als die Rennserie beendet wurde. Zu diesem Zeitpunkt hatte der Motor nur wenig mehr gezeigt als die bekannten V8, und die Probleme verlangten eigentlich ein komplettes Überarbeiten des Designs. Der Motor erreichte zwar höhere Drehzahlen, aber das Drehmoment war schwächer, und der Verbrauch und das Gewicht waren höher. Dies bedeutete letztlich das Ende für diesen Motor.

## Liste der Formel-1-Motoren
| Jahr | Hubraum l | Typ      | Bohrung mm | Hub mm | Leistung kW (bhp) | bei min−1 | Bemerkung                             |
| ---- | --------- | -------- | ---------- | ------ | ----------------- | --------- | ------------------------------------- |
| 1954 | 2,5       | V8       | 75         | 71     | 197(264)          | 7.900     | Godiva                                |
| 1959 | 2,5       | R4       | 94         | 89     | 164(220)          | 6.500     |                                       |
| 1960 | 2,5       | R4       | 94         | 90     | 179(240)          | 6.750     |                                       |
| 1961 | 2,75      | R4       | 96         | 95     |                   |           | Tasman-Serie und Indianapolis         |
| 1961 | 1,5       | R4       | 82         | 71     | 112(150)          | 7.500     |                                       |
| 1962 | 1,5       | V8       | 63         | 60     | 134(180)          | 8.500     |                                       |
| 1963 | 1,5       | V8       | 68         | 52     | 145(195)          | 9.500     | Einspritzer                           |
| 1964 | 1,5       | V8       | 72         | 45     | 149(200)          | 9.750     |                                       |
| 1965 | 1,5       | V8       | 72         | 45     | 157(210)          | 10.500    | 4 Ventile/Zylinder                    |
| 1965 | 1,5       | V16 180° | 54         | 41     | 164/168 (220/225) | 12.000    | 2 Ventile/Zylinder (209 bhp gemessen) |
| 1966 | 2,0       | V8       | 72         | 60     | 183(245)          | 9.000     | 4 Ventile/Zylinder                    |

## Autos mit Climax-Motoren
Einige bemerkenswerte Autos mit Climax-Motoren:
- 1929 A.J.S. Nine
- 1930 Crossley 10, 1122 cm³, 4-Zylinder-Reihenmotor
- 1933 Vale Special
- 1935 Triumph Gloria
- 1935 Crossley Regis, mit 1122 cm³ 4 Zylinder sowie 1476 cm³ und 1640 cm³, 6 Zylinder
- 1936 Morgan 4-4, 1122 cm³, 4-Zylinder-Reihenmotor
- 1957 Lotus Elite, 1216 cm³ FWE
- 1958 TVR Grantura, 1216 cm³ FWE